# Locally unwanted land use

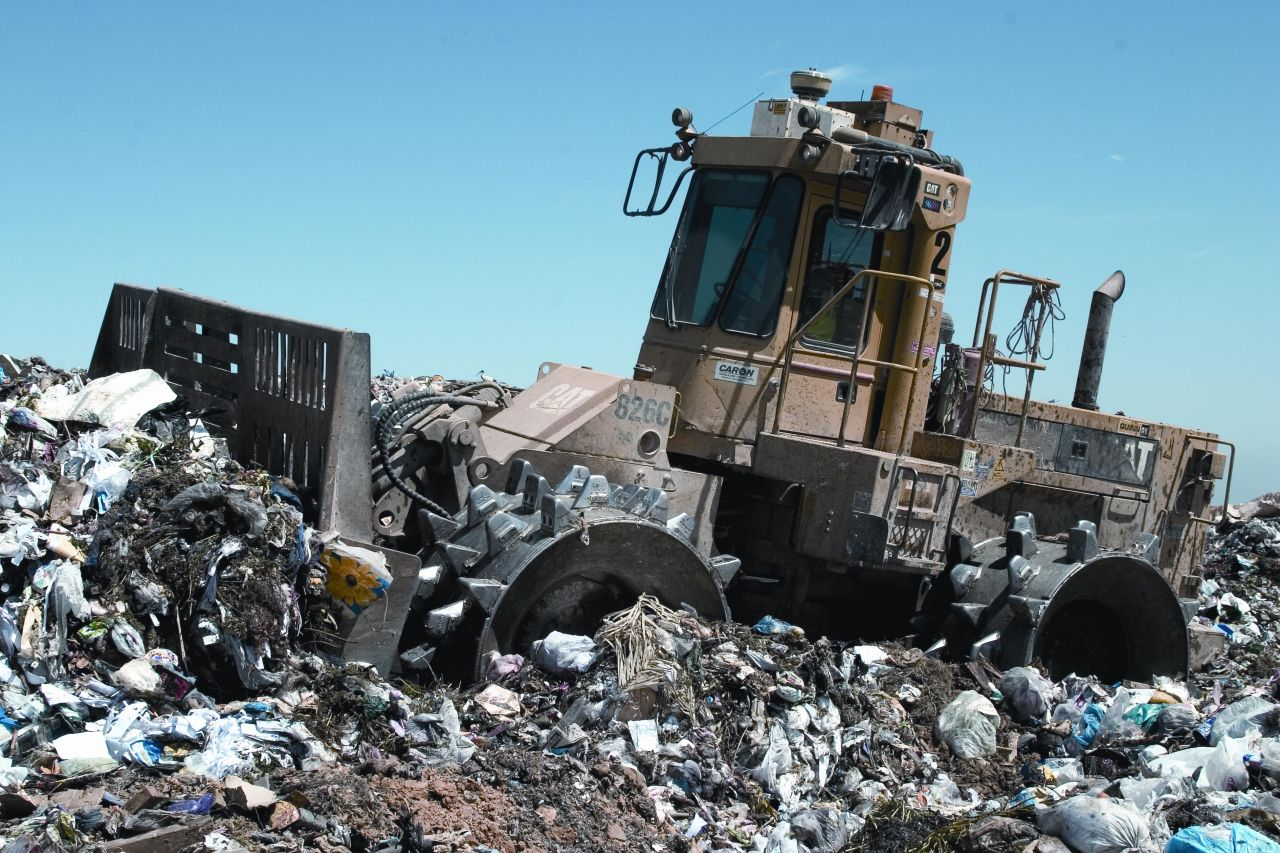
Le discariche sono LULU comuni

Il termine Locally Unwanted Land Use (in lingua italiana uso del territorio localmente indesiderato), abbreviato in LULU, indica un uso del territorio inviso alle popolazioni locali a causa dei costi di esternalità che ricadono su di loro. Le LULU insistono spesso in prossimità di zone già svantaggiate come baraccopoli, aree industriali, quartieri abitati da fasce povere o minoranze etniche, il cui scarso peso politico rende difficile alla popolazione opporsi a tali progetti.
Tra le più comuni LULU figurano centrali elettriche, discariche, prigioni, infrastrutture stradali, ferroviarie, aeroportuali e portuali, fabbriche e cave. Per ridurre l'impatto di tali progetti sulle popolazioni locali e sulle loro proprietà si ricorre alla pianificazione urbanistica, alle leggi ambientali, al coinvolgimento delle comunità, alla creazione di aree cuscinetto e alla zonizzazione.
Un nuovo tipo di LULU è il processo di gentrificazione di quartieri un tempo popolari, che li rende inaccessibili ai residenti originari, e il fenomeno di spopolamento dei centri storici per l'iperturismo.
Il concetto di LULU è vicino a quello di NIMBY ma in quest'ultimo la popolazione non è necessariamente contraria al progetto in sé ma solo alla sua posizione, giudicata negativa per i propri interessi..

## Esternalità
Tra i più comuni costi di esternalità che ricadono sulle comunità locali si annoverano rischi per la salute umana, danni paesaggistici, inquinamento, inquinamento acustico o olfattivo, diminuzione della qualità e dell'aspettativa di vita, riduzione del valore immobiliare dell'area e incremento del traffico.

## Disuguaglianza sociale
Secondo alcuni studi esiste un nesso causale tra l’ubicazione dei siti considerati LULU e la vicinanza ad aree povere e popolate da minoranze in quanto le esternalità derivanti dalle LULU tendono a scoraggiare gli acquirenti ad alto reddito a trasferirsi in tali aree, che restano invece l'unica scelta possibile per le persone più povere. Ciò contribuisce ad abbassare ulteriormente il valore degli immobili.
Ad esempio, negli Stati Uniti, "tre afroamericani e latinoamericani su cinque vivono in comunità con siti di rifiuti tossici abbandonati".

## Esempi
Tra gli esempi di LULU in Italia si annoverano la TAV Torino-Lione, contro la quale si è sviluppato il movimento No TAV e l'estrazione di marmo e carbonato di calcio dal bacino delle Alpi Apuane contro la quale lottano i gruppi No Cav.
Negli Stati Uniti esempi sono la gentrificazione di città come San Francisco e Boston.